# 韦斯特菲尔德 (纽约州)
韦斯特菲尔德（英語：Westfield）是位于美国纽约州肖托夸县的一个镇，地处肖托夸县西部、伊利湖沿岸。2010年美国人口普查时，该镇有4896人。最早的定居者于1802年到达这里。1823年，韦斯特菲尔德镇从波特兰镇与里普利镇分出，正式建立。